# Campeonato Africano de Atletismo de 2016 - 1500 m masculino
A prova dos 1500 metros masculino do Campeonato Africano de Atletismo de 2016 foi disputada entre os dias 25 e 26 de junho no Kings Park Stadium  em Durban,  na África do Sul. Participaram da prova 28 atletas sendo que 18 concluíram a prova na fase inicial. 

## Recordes
Antes desta competição, os recordes mundiais e do campeonato nesta prova eram os seguintes:
|                       | Nome                  | Nacionalidade | Tempo     | Local      | Data                |
| --------------------- | --------------------- | ------------- | --------- | ---------- | ------------------- |
| Recorde mundial       | Hicham El Guerrouj    | Marrocos      | 3m 26s 00 | Roma       | 14 de julho de 1998 |
| Recorde do campeonato | Caleb Mwangangi Ndiku | Quênia        | 3m 35s 71 | Porto Novo | 1 de julho de 2012  |
| Recorde africano      | Hicham El Guerrouj    | Marrocos      | 3m 26s 00 | Roma       | 14 de julho de 1998 |

## Medalhistas
| Ouro                | Prata                   | Bronze                |
| Fouad El Kaam (MAR) | Timothy Cheruiyot (KEN) | Vincent Letting (KEN) |

## Cronograma
Todos os horários são locais (UTC+2). 
| Data        | Hora  | Evento  |
| ----------- | ----- | ------- |
| 25 de junho | 18:25 | Bateria |
| 26 de junho | 17:50 | Final   |

## Resultados

### Bateria
Qualificação: 5 atletas de cada bateria (Q) mais os 2 melhores qualificados (q).
| Posição | Bateria | Atleta                | Nacionalidade             | Tempo   | Notas |
| ------- | ------- | --------------------- | ------------------------- | ------- | ----- |
| 1       | 2       | Timothy Cheruiyot     | Quênia                    | 3:44.44 | Q     |
| 2       | 2       | Taresa Tolosa         | Etiópia                   | 3:44.58 | Q     |
| 3       | 2       | Eric Kiptanui         | Quênia                    | 3:44.66 | Q     |
| 4       | 2       | Younés Essalhi        | Marrocos                  | 3:44.70 | Q     |
| 5       | 1       | Fouad El Kaam         | Marrocos                  | 3:46.48 | Q     |
| 6       | 2       | Santino Kenyi         | Sudão do Sul              | 3:47.31 | Q     |
| 7       | 1       | Vincent Letting       | Quênia                    | 3:47.80 | Q     |
| 8       | 1       | Birhanu Sorsa         | Etiópia                   | 3:48.43 | Q     |
| 9       | 2       | Dey Dey               | Sudão do Sul              | 3:48.43 | q     |
| 10      | 1       | Dumisani Hlaselo      | África do Sul             | 3:50.58 | Q     |
| 11      | 2       | Oskear Komeya         | Namíbia                   | 3:51.55 |       |
| 12      | 1       | Wellington Varevi     | Zimbabwe                  | 3:51.70 | Q     |
| 13      | 1       | Sylvester Koko        | Botswana                  | 3:52.31 |       |
| 14      | 1       | Mohammad Dookun       | Ilhas Maurícias           | 3:54.48 |       |
| 15      | 1       | Moussa Camara         | Mali                      | 3:54.76 |       |
| 16      | 1       | Abraham Matet         | Sudão do Sul              | 3:55.14 |       |
| 17      | 2       | Johan Cronje          | África do Sul             | 3:56.12 | q     |
| 18      | 1       | Benjamín Enzema       | Guiné Equatorial          | 4:11.87 |       |
| 19      | 1       | Benedicto Makumba     | Malawi                    | DNS     |       |
| 19      | 1       | Daud Mohamed Abubakar | Somália                   | DNS     |       |
| 19      | 1       | Zemen Addis           | Etiópia                   | DNS     |       |
| 19      | 1       | Raoul Yeguelet Yeliti | República Centro-Africana | DNS     |       |
| 19      | 2       | Abubaker Kaki Khamis  | Sudão                     | DNS     |       |
| 19      | 2       | Alex Ngouari Mouissi  | República do Congo        | DNS     |       |
| 19      | 2       | Lamin Keita           | Gâmbia                    | DNS     |       |
| 19      | 2       | Patrick Nibafasha     | Burundi                   | DNS     |       |
| 19      | 2       | Nyasha Mutsetse       | Zimbabwe                  | DNS     |       |
| 19      | 2       | Yach Wol              | Sudão do Sul              | DNS     |       |

### Final
| Posição           | Atleta            | Nacionalidade | Tempo   | Notas            |
| ----------------- | ----------------- | ------------- | ------- | ---------------- |
| Medalha de ouro   | Fouad El Kaam     | Marrocos      | 3:39.49 |                  |
| Medalha de prata  | Timothy Cheruiyot | Quênia        | 3:39.71 |                  |
| Medalha de bronze | Vincent Letting   | Quênia        | 3:40.78 |                  |
| 4                 | Younés Essalhi    | Marrocos      | 3:41.34 |                  |
| 5                 | Taresa Tolosa     | Etiópia       | 3:42.23 |                  |
| 6                 | Birhanu Sorsa     | Etiópia       | 3:43.56 |                  |
| 7                 | Eric Kiptanui     | Quênia        | 3:43.81 |                  |
| 8                 | Dumisani Hlaselo  | África do Sul | 3:44.53 |                  |
| 9                 | Johan Cronje      | África do Sul | 3:45.26 |                  |
| 10                | Santino Kenyi     | Sudão do Sul  | 3:45.34 | Recorde nacional |
| 11                | Wellington Varevi | Zimbabwe      | 3:48.40 |                  |
| 12                | Dey Dey           | Sudão do Sul  | 3:48.70 |                  |

Legenda
| Recorde mundial       | Recorde mundial (World record)               |                       | Recorde africano                      | Recorde africano (African) |                                           | Q | Classificado por posição (Qualified) |
| Recorde do campeonato | Recorde do campeonato (Championship record)  | Recorde da América    | Recorde da América (Americas)         | q                          | Classificado por melhor tempo (Qualified) |   |                                      |
| Melhor marca do ano   | Melhor marca do ano (World leading)          | Recorde asiático      | Recorde asiático (Asian)              | DNS                        | Não largou (Did not start)                |   |                                      |
| Recorde nacional      | Recorde nacional (National record)           | Recorde europeu       | Recorde europeu (European)            | DNF                        | Não terminou (Did not finish)             |   |                                      |
| Recorde pessoal       | Recorde pessoal do atleta (Personal best)    | Recorde da Oceania    | Recorde da Oceania (Oceania)          | DSQ / DQ                   | Desclassificado (Disqualified)            |   |                                      |
| Recorde da temporada  | Recorde da temporada do atleta (Season best) | Recorde sul-americano | Recorde sul-americano (South America) | NM                         | Sem marca (No mark)                       |   |                                      |